# Chỉ số môi trường
Chỉ số môi trường là những thước đo đơn giản cho chúng ta biết những gì đang xảy ra trong môi trường. Vì môi trường rất phức tạp, các chỉ số mang tới một cách thực tế và kinh tế hơn để theo dõi trạng thái của môi trường so với việc chúng ta cố gắng ghi lại mọi biến số có thể có trong môi trường. Ví dụ, nồng độ của các chất làm suy giảm tầng ôzôn (ODS) trong khí quyển, được theo dõi theo thời gian, là một chỉ số tốt liên quan đến vấn đề môi trường của sự suy giảm tầng ôzôn ở tầng bình lưu.
Các chỉ số môi trường đã được xác định theo nhiều cách khác nhau nhưng vẫn tồn tại những chủ đề chung.
“Chỉ số môi trường là một giá trị số giúp cung cấp cái nhìn sâu sắc về tình trạng môi trường hoặc sức khỏe con người. Các chỉ số được phát triển dựa trên các phép đo định lượng hoặc thống kê về tình trạng môi trường được theo dõi theo thời gian. Các chỉ số môi trường có thể được phát triển và sử dụng ở nhiều quy mô địa lý, từ cấp địa phương, khu vực đến quốc gia".
“Một tham số hoặc một giá trị bắt nguồn từ các tham số mô tả trạng thái của môi trường và tác động của nó đối với con người, hệ sinh thái và vật chất, áp lực lên môi trường, các động lực và phản ứng điều khiển hệ thống đó.

## Thảo luận
Các tiêu chuẩn và cơ cấu chỉ thị môi trường đã được sử dụng để giúp lựa chọn và trình bày chúng.
Ví dụ, có thể coi là có các tập hợp con chính của các chỉ số môi trường phù hợp với mô hình Ứng phó với áp lực của Nhà nước do OECD phát triển. Một tập hợp con của các chỉ số môi trường là tập hợp các chỉ số sinh thái có thể bao gồm các biện pháp vật lý, sinh học và hóa học như nhiệt độ khí quyển, nồng độ ôzôn trong tầng bình lưu hoặc số lượng cặp chim sinh sản trong một khu vực. Đây cũng được gọi là các chỉ số “trạng thái” vì trọng tâm của chúng là trạng thái của môi trường hoặc các điều kiện trong môi trường. Một tập hợp con thứ hai là tập hợp các chỉ số đo lường các hoạt động của con người hoặc các áp lực do con người gây ra, chẳng hạn như phát thải khí nhà kính. Đây cũng được gọi là chỉ số "áp suất". Cuối cùng, có các chỉ số, chẳng hạn như số lượng người được phục vụ bởi xử lý nước thải, theo dõi phản ứng của xã hội đối với các vấn đề môi trường.
Các chỉ số môi trường nên được coi là một tập hợp con của các chỉ số phát triển bền vững nhằm theo dõi tính bền vững tổng thể của một xã hội liên quan đến sự toàn vẹn về môi trường, xã hội và kinh tế và sức khỏe của nó.
Cơ cấu chung do Cơ quan Môi trường Châu Âu dẫn đầu là khuôn khổ “DPSIR” hoặc “động lực, áp lực, trạng thái, tác động, phản ứng”. Các động lực và áp lực là những chỉ số đánh giá các hoạt động của con người và dẫn đến các áp lực lên môi trường dưới dạng ô nhiễm hoặc thay đổi mục đích sử dụng đất chẳng hạn. Các chỉ số trạng thái và tác động là các điều kiện kết quả trong môi trường và các tác động đối với sức khỏe của hệ sinh thái và con người. Các chỉ số phản ứng đo lường phản ứng của xã hội loài người đối với vấn đề môi trường. Các tiêu chí có xu hướng tập trung vào ba lĩnh vực chính - độ tin cậy khoa học, sự phù hợp của chính sách / xã hội, giám sát thực tế và các yêu cầu về dữ liệu.
Ví dụ về chỉ số môi trường: Xu hướng bất thường về nhiệt độ toàn cầu trong 150 năm qua như một chỉ báo về biến đổi khí hậu
Các chỉ số môi trường được các chính phủ, tổ chức phi chính phủ, các nhóm cộng đồng và các tổ chức nghiên cứu sử dụng để xem liệu các mục tiêu môi trường có được đáp ứng hay không, để truyền đạt tình trạng của môi trường cho công chúng và những người ra quyết định và như một công cụ chẩn đoán thông qua việc phát hiện các xu hướng Môi trường.
Các chỉ số môi trường có thể được đo lường và báo cáo ở các quy mô khác nhau. Ví dụ, một thị trấn có thể theo dõi chất lượng không khí cùng với chất lượng nước và đếm số lượng loài chim quý hiếm để ước tính sức khỏe của môi trường trong khu vực của họ. Các chỉ số được phát triển cho các hệ sinh thái cụ thể, chẳng hạn như Great-Lakes ở Bắc Mỹ. Chính phủ các quốc gia sử dụng các chỉ số môi trường để thể hiện tình trạng và xu hướng đối với các vấn đề môi trường có tầm quan trọng đối với công dân của họ.

## Sự đánh giá
Một số người đã cố gắng theo dõi và đánh giá trạng thái của Trái Đất bằng các chỉ số.
Lester Brown thuộc Viện Chính sách Trái Đất, đã nói: -
Về mặt môi trường, thế giới đang ở trong chế độ phát triển quá mức. Nếu chúng ta sử dụng các chỉ số môi trường để đánh giá tình hình của mình, thì sự suy giảm toàn cầu của các hệ thống hỗ trợ tự nhiên của nền kinh tế - sự suy giảm môi trường sẽ dẫn đến suy giảm kinh tế và sụp đổ xã hội - đang diễn ra tốt đẹp.
Các chỉ số môi trường cũng được các công ty sử dụng trong khuôn khổ của Hệ thống quản lý môi trường. Chương trình Kiểm toán và Quản lý Sinh thái của EU cung cấp các chỉ số cốt lõi hoặc Chỉ số Hiệu suất (KPI) mà các tổ chức đã đăng ký có thể đo lường hiệu quả hoạt động môi trường của họ và giám sát việc cải thiện môi trường liên tục của họ so với các mục tiêu đã đặt ra

## Sự lắng nghe
Các loại chỉ số được lựa chọn hoặc phát triển phải dựa một phần vào người sử dụng thông tin từ các chỉ số. Nhìn chung, có ba đối tượng có thể xem xét, mỗi đối tượng có nhu cầu thông tin khác nhau. Những đối tượng này là:
1) Các chuyên gia kỹ thuật và cố vấn khoa học
2) Các nhà hoạch định chính sách, các nhà hoạch định và quản lý nguồn lực
3) Công chúng và phương tiện truyền thông.
Các chuyên gia kỹ thuật và nhà khoa học quan tâm đến các chỉ số chi tiết và phức tạp. Các chỉ số này phải có giá trị khoa học, độ nhạy, khả năng đáp ứng và có sẵn dữ liệu về các điều kiện trong quá khứ. Đối tượng bao gồm các nhà hoạch định chính sách và các nhà quản lý nguồn lực sẽ quan tâm đến việc sử dụng các chỉ số liên quan trực tiếp đến việc đánh giá các chính sách và mục tiêu. Họ yêu cầu các chỉ số của họ phải nhạy cảm, nhạy bén và có sẵn dữ liệu lịch sử như đối tượng kỹ thuật, nhưng họ cũng đang tìm kiếm các chỉ số hiệu quả về chi phí và có ý nghĩa đối với nhận thức của cộng đồng. Cuối cùng, công chúng phản hồi các chỉ số có thông điệp rõ ràng, đơn giản và có ý nghĩa đối với chúng, chẳng hạn như chỉ số UV và chỉ số chất lượng không khí.

## Hệ thống chỉ số
Các chỉ số riêng lẻ được thiết kế để dịch thông tin phức tạp một cách ngắn gọn và dễ hiểu nhằm thể hiện một hiện tượng cụ thể (ví dụ: chất lượng không khí xung quanh). Ngược lại, các hệ thống chỉ báo (hoặc tập hợp các chỉ số), khi được nhìn nhận một cách tổng thể, có nghĩa là cung cấp đánh giá về toàn bộ lĩnh vực môi trường hoặc một tập hợp con chính của nó (ví dụ: rừng).
Một số hệ thống chỉ số đã phát triển để bao gồm nhiều chỉ số và yêu cầu một mức độ kiến thức và chuyên môn nhất định trong các lĩnh vực khác nhau để nắm bắt đầy đủ. Một số phương pháp đã được đưa ra trong quá khứ để thu thập thông tin này và cho phép những người không có thời gian hoặc chuyên môn để phân tích toàn bộ các chỉ số. Nói chung, các phương pháp này có thể được phân loại là tổng hợp số (ví dụ: chỉ số), lựa chọn ngắn các chỉ số (ví dụ bộ chỉ số cốt lõi hoặc tiêu đề), đánh giá trực quan ngắn (ví dụ: mũi tên, tín hiệu giao thông) và trình bày thuyết phục (ví dụ: bản đồ hoặc bảng điều khiển về tính bền vững). Nhiều hệ thống chỉ thị môi trường nổi bật đã điều chỉnh hệ thống chỉ báo của họ để bao gồm hoặc chỉ báo cáo về một “bộ chỉ số” hạn chế (ví dụ: “Các chỉ số môi trường chính” của OECD và “Các chỉ số bền vững về môi trường" của Canada).

## Liên kết ngoại
- U.S. EPA's Report on the Environment
- Organization for Economic Cooperation and Development
- Canadian Environmental Sustainability Indicators
- The Canadian Sustainability Indicators Network (CSIN)
- Indicator page of the European Commission's DG Environment
- Indicators about Europe's Environment
- Fraser Institute's Environmental Indicators (6th Ed) - has an academic article devoted to its flaws: McKenzie and Rees (2007), "An analysis of a brownlash report", Ecological Economics 61(2-3), pp505–515
- State of the Lakes Ecosystem Conference
- International Conference on Environmental Indicators Lưu trữ ngày 31 tháng 8 năm 2018 tại Wayback Machine
- Earth Trends
- Online biomonitoring of water quality by a 24/7 record of various bivalve molluscs' behavior and physiology worldwide (biological rhythms, growth rate, spawning, daily behavior): the MolluSCAN eye[liên kết hỏng] project
- List of Global Development Indexes and Rankings (including environment indicators)